# المستعمرة التصحيحية الثالثة (روسيا)
المُستعمرة التصحيحيَّة الثالثة هي إحدى سُجُون الرجال فائقة الحراسة التابعة للمصلحة الاتحاديَّة الروسيَّة للسُجُون. تقع في بلدة خارب بمُديريَّة «پریُرَلسكي» في إقليم أوكروغ يامالو-نينيتس. يُعرف هذا المُعتقل بـ«الذئب القُطبي» (بالروسية: Полярный волк)، وتصل طاقته الاستيعابيَّة إلى 1,085 نزيل.

## التاريخ
بُنيت بلدة خارب خلال العهد الستاليني بأيدي مُعتقلين في نظام الجولاج. أمَّا المُعتقل نفسه فقد تأسس يوم 21 أغسطس 1961 على أراضٍ تبعت للمُعتقل رقم 501. وفي سنة 1964 شُيِّدت أولى الأبنية لإيواء المساجين، إضافةً إلى مُستوصف لعلاج المرضى ومرجلة وحمَّام وغُرفة غسيل ومهاجع للمُوظفين ومركز مُراقبة. عمل المساجين في المحاجر والمرامل خلال الفترة المُمتدَّة من سنة 1966 إلى شهر يوليو 1970، فكانوا ينقلون الرمل والحصى لتعبيد خط السكَّة الحديديَّة المُجاورة. شُيِّدت أولى المباني الدائمة في خارب سنة 1964، وفي سنة 1966 أُضيف إليها مقصفًا ومركزًا لإطفاء الحرائق، وبعدها بسنة وصلت الدفعة الأولى من المساجين المُصنَّفين خطرًا على السلامة العامَّة.
أُضيفت مبانٍ أُخرى إلى المُجمَّع في سنة 1971، وعلى رأسها: مخزنٌ للتبريد ومخازن لمعدَّات المُعتقل. وبدايةً من سنة 1985 استُخدم السُجناء للعمل في إحدى المصانع مُقابل راتبٍ زهيد، وفي سنة 1999 شُيِّدت كنيسة كُرِّست باسم القدِّيس «سركيس الرادونيجي» (بالروسية: Сергий Радонежский) ليتعبَّد بها السُجناء. نُقل الإشراف على هذا المُعتقل من وزارة الداخليَّة إلى وزارة العدل سنة 1998 ضمن حملة إصلاح نظام السُجُون في روسيا، وفي سنة 1999 تبع المُعتقل لإدارة إنفاذ العُقُوبات في إقليم أوكروغ يامالو-نينيتس. أُضيف قسمٌ للسُجناء المُرتكبين جرائم ضدَّ النظام الروسي في سنة 2002، وفي سنة 2006 أُضيف للمُجمَّع قسمٌ فائق الحراسة.

## أعلام المساجين
- پلاتون لبيدڤ: سُجن لثماني سنوات بتُهمة التهرُّب من الضرائب وتبييض الأموال.[5]
- أليكسي نافالني: مُعارضٌ روسي سُجن مُنذ ديسمبر 2023 حتَّى وفاته يوم 16 فبراير 2024.[6][5][7][8]